# Acuariinae
Die Acuariinae sind eine Unterfamilie der Rollschwänze mit 226 Arten. Sie sind größtenteils Parasiten des Muskelmagens von Vögeln.

## Merkmale
Acuariinae haben die Merkmale der Acuariidae. Die Ornamentierungen am Kopf bestehen aus Kutikula-Strängen (cordons), die manchmal einen Kragen bilden. Diese Stränge verlaufen größtenteils in der Längsachse und erstrecken sich, außer bei der Gattung Paracuaria, bis in die Halsregion.

## Systematik
Hodda (2022) gliedert die Unterfamilie in 22 Gattungen:
- Acuaria Bremser, 1811
- Chandleronema Little & Ali, 1980
- Cheilospirura Diesing, 1861
- Chevreuxia Seurat, 1918
- Chordatortilis Mendonca & Rodrigues, 1965
- Chordocephalus Alegret, 1941
- Cosmocephalus Molin, 1858
- Deliria Vicente Magalhaes, Pinto & Noronha, 1980
- Desportesius Chabaud & Campana, 1949
- Echinuria Soloviev, 1912
- Paracuaria Krishna-Rao, 1951
- Pectinospirura Wehr, 1933
- Pseudoaviculariella Gupta & Jehan, 1971
- Sexansocara Sobolev & Sudarikov, 1939
- Skrjabinocerca Schikhoblaova, 1930
- Skrjabinoclava Sobolev, 1943
- Stammerinema Osche, 1955
- Syncuaria Gilbert, 1927
- Synhimantus Railliet, Henry & Sisoff, 1912
- Voguracuaria Wong & Anderson, 1993
- Willmottia Mawson, 1982
- Xenocordon Mawson, 1982